# NO Весов
NO Весов (лат. NO Librae) — одиночная переменная звезда в созвездии Весов на расстоянии (вычисленном из значения параллакса) приблизительно 100666 световых лет (около 30864 парсеков) от Солнца. Видимая звёздная величина звезды — от +18,8m до +17,9m.

## Характеристики
NO Весов — пульсирующая переменная звезда типа RR Лиры (RRAB).